# Telorta yazakii
Telorta yazakii là một loài bướm đêm trong họ Noctuidae.